# Acacia bartleana
Acacia bartleana é uma espécie de leguminosa do gênero Acacia, pertencente à família Fabaceae.